# Мистелгау
Мистелгау (њем. Mistelgau) општина је у њемачкој савезној држави Баварска. Једно је од 33 општинска средишта округа Бајројт. Према процјени из 2010. у општини је живјело 3.855 становника. Посједује регионалну шифру (AGS) 9472167.

## Географски и демографски подаци
Мистелгау се налази у савезној држави Баварска у округу Бајројт. Општина се налази на надморској висини од 435 метара. Површина општине износи 39,4 km². У самом мјесту је, према процјени из 2010. године, живјело 3.855 становника. Просјечна густина становништва износи 98 становника/km².